# Henri Sitek
Henri Henryk Sitek, né le 11 juillet 1929 à  Krzyworzeka (Pologne) et mort le 23 décembre 2011 à Albi,, est un coureur cycliste français, professionnel de 1953 à 1960.

## Biographie
Né polonais, il est naturalisé français en 1940.

## Palmarès
- 1951
  - Paris-Noisy
  - 2e du Circuit de l'Île-de-France
  - 3e de Paris-Arras
  - 3e de Paris-Montereau
- 1952
  - Champion d'Île-de-France des sociétés
  - Paris-Chartres
  - 3e de Paris-Fontenailles
- 1953
  - Circuit de la vallée d'Ossau
  - 2e du Circuit boussaquin
- 1955
  - 3e du Circuit du Mont-Blanc

## Résultats sur les grands tours

### Tour de France
2 participations
- 1955 : 68e
- 1956 : hors délai (1re étape)